# Waldekoksyb
Waldekoksyb – organiczny związek chemiczny, lek należący do grupy niesterydowych leków przeciwzapalnych, stosowany w leczeniu choroby zwyrodnieniowej stawów, reumatoidalnego zapalenia stawów i objawów związanych z miesiączkowaniem.
W USA valdecoxib był produkowany i sprzedawany pod nazwą Bextra, Valdyn przez firmę Searle & Company. Został zatwierdzony do stosowania przez FDA 20 listopada 2001 r., a roku 2005, został wycofany z rynku z powodu podejrzeń o powodowanie groźnych działań niepożądanych (zawały serca, udary mózgu). Lek został również wycofany z Unii Europejskiej 24 czerwca 2005.